# Papilio palamedes
Papilio palamedes  (лат.) — вид бабочек из рода хвостоносцы семейства парусников, обитающий в Северной Америке. Выделяют 2 подвида: P. p. palamedes и P. p. leontis. Последний подвид обитает в Мексике. Гусеница кормится на растениях персея бурбонская (вариетет pubescens) и сассафрас беловатый (вариетет mole). Размах крыльев 11—13 см. Обитает во влажных лесах у рек и широколиственных вечнозелёных болотных лесах.

## Таксономия и этимология

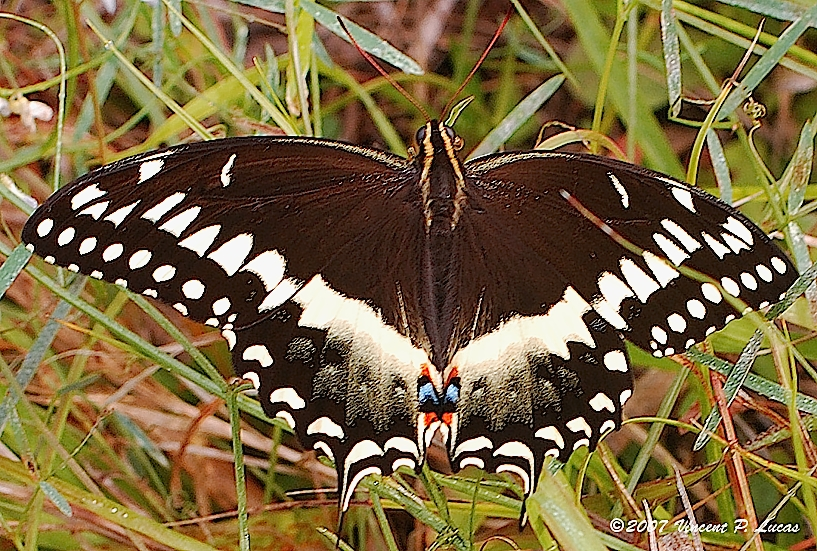

Papilio palamedes был описан Drury в 1773 году. Papilio — это латинское слово, обозначающее бабочку. Паламед — персонаж греческой мифологии.

## Описание

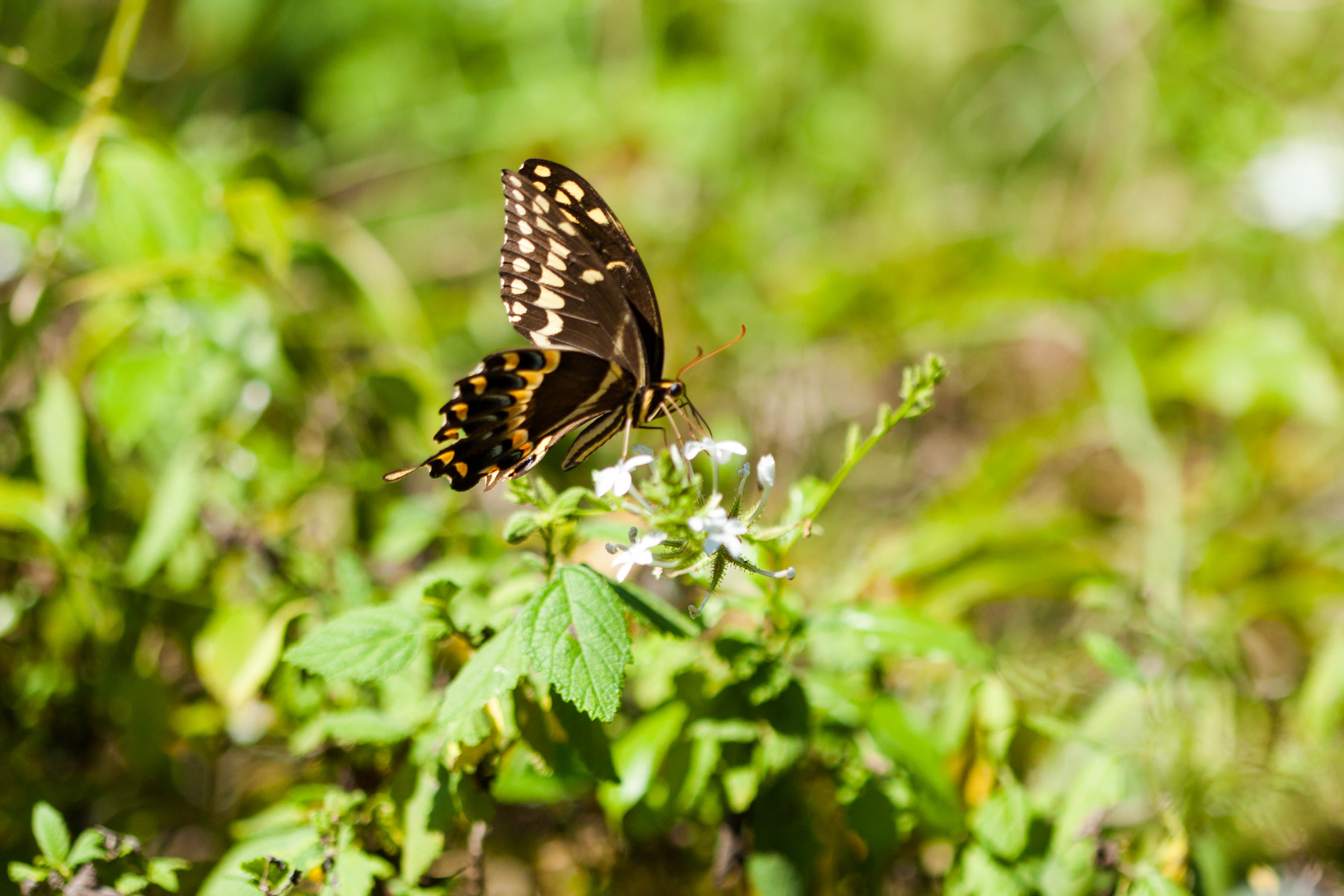
Нижняя сторона крыльев

Размах крыльев составляет 11,2—13,2 см. Оба пола похожи по внешнему виду. Верхняя поверхность крыльев коричневато-чёрная с жёлтыми отметинами. Переднее крыло имеет двойной ряд жёлтых пятен на дистальной трети и ряд маленьких жёлтых пятен по краю. Верхняя сторона заднего крыла имеет краевой ряд жёлтых пятен и непрерывную субкраевую жёлтую полосу. Хвосты могут иметь жёлтую полоску посередине. Брюшко имеет широкие жёлтые продольные полосы. На нижней стороне заднего крыла есть полоса из синих пятен, которая граничит с полосой из жёлто-оранжевых пятен. Рядом с основанием заднего крыла снизу, есть жёлтая полоса, идущая параллельно по отношению к брюшку. Стадия взрослой особи длится 2 недели.
Самцы Papilio polyxenes, похожи, но меньше по размеру, субкраевая жёлтая полоса на задних крыльях прерывается чёрными жилками крыльев, а брюшко имеет продольные ряды жёлтых пятен вместо полос.

### Яйцо
Яйца бледно-зеленовато-белые, диаметром 1,5 мм. Откладываются в основном на листья растения-хозяина. Длительность стадии яйца от 4 до 10 дней; длительность стадии яйца зависит от кормового растения, на котором в будущем будет питаться гусеница и от температуры.

### Гусеница
Взрослые гусеницы (5-й возраст) достигают примерно шести сантиметров в длину. Они зелёные с бледно-жёлтой боковой линией, окаймлённой снизу тонкой чёрной линией. Нижняя сторона гусеницы розовато-коричневая. Брюшные сегменты имеют поперечную полосу из шести синих точек, каждая из которых отмечена тонкой чёрной линией (намного тоньше, чем у гусениц Papilio troilus). Под боковой линией находится по одной точке на каждом сегменте. На задней части торакса имеется пара больших коричневых глазчатых пятен, обведённых чёрным. Глазчатые пятна имеют большой чёрный центр и белое «ложное отражение» сверху. Гусеницы также имеют меньшую пару коричневых пятен в передней части брюшка.
Молодые гусеницы (возраст 1-3) от бледно-коричневого до коричневого с белой серединкой. У гусениц со второго по четвёртый возраст также есть пара ложных глазчатых пятен на тораксе. Ранние возраста (1-3) внешне похожи на молодых гусениц Papilio troilus, за исключением того, что брюшные сегменты 8 и 9 (включая щитки) полностью белые. Средняя дорсальная область сегмента 8 и весь сегмент 9 коричневые у молодых Papilio troilus. Кроме того, щитки Papilio troilus на этих сегментах коричневые, а не белые.
Четвёртый возраст похож по рисунку на второй и третий возраста, но щитки на девятом брюшном сегменте уменьшены до небольших бугорков. Стадия гусеницы длится от 3 до 4 недель.

### Куколка

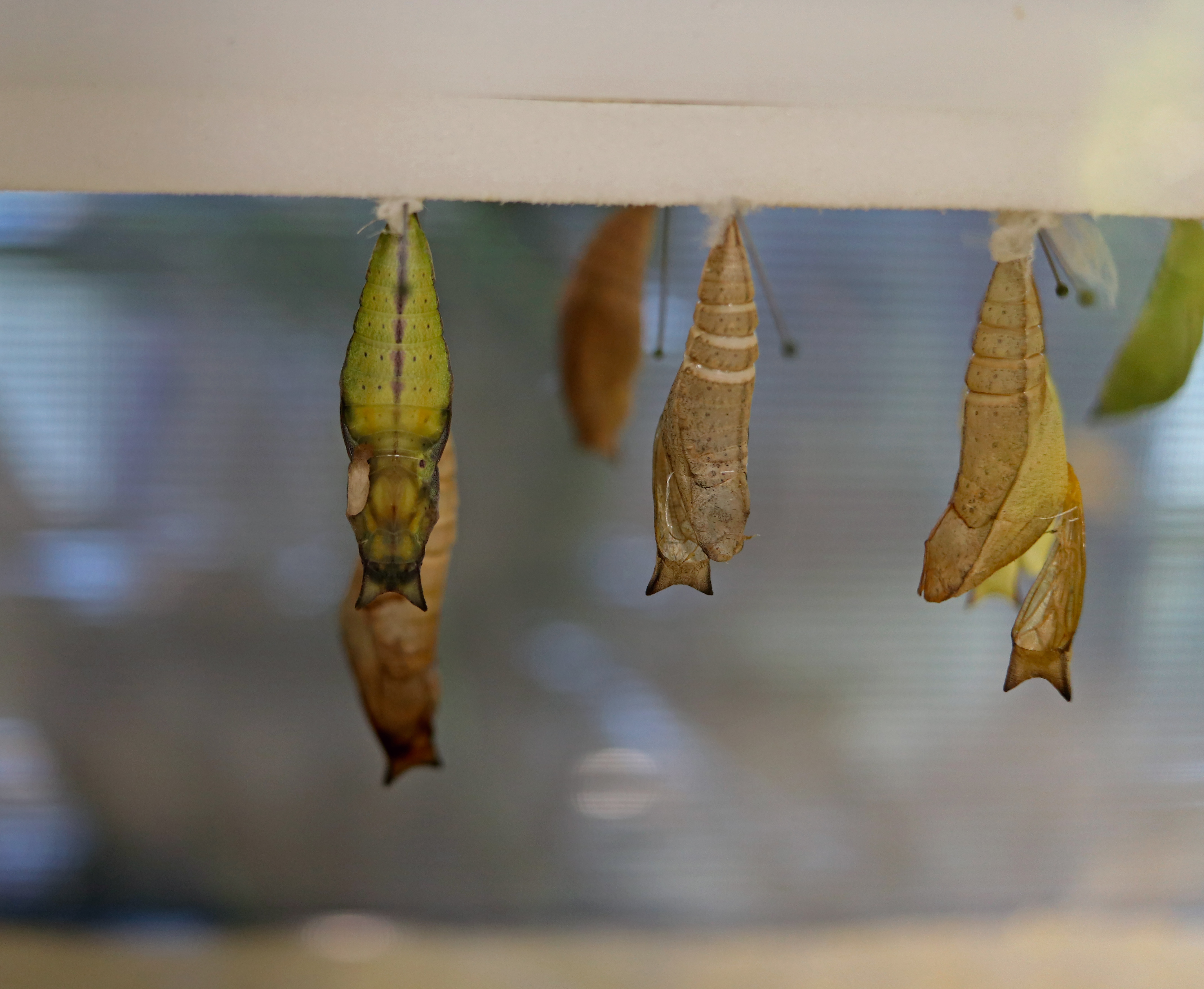
Куколки и экзувии

Куколки могут быть зелёными или коричневыми и они также имеют два коротких рожка. Стадия куколки длится от 10 до 12 дней.

## Распространение
Papilio palamedes встречается на прибрежных равнинах юго-восточных штатов от юго-восточной Виргинии до Луизианы и Техаса, а также на всей материковой части Флориды. Papilio palamedes находили за пределами круглогодичного ареала на западе до Небраски и на севере до Нью-Йорка. Papilio palamedes редко встречается на Флорида-Кис, и считается, что записи с островов Кис относятся к занесённым бабочкам с материка.

## Жизненный цикл
Совершается 2 полёта в Виргинию и три во Флориду. Самцы патрулируют лесистые районы в поисках самок. Во время ухаживания самка летает на высоте 30—50 см над землей, а самец — на 30—60 см над ней.
Откладывание яиц происходит ближе к середине дня. Яйца откладываются по одному на нижнюю сторону новой листвы растений-хозяев. Перед окукливанием взрослые гусеницы перестают питаться и окрашиваются в желтый цвет. Эти «предкуколки» обычно покидают растения-хозяева, чтобы окуклиться. «Предкуколки» сохраняют жёлтый цвет во время процесса окукливания. Куколки — это стадия, на которой зимует Papilio palamedes. В течение последних 24 часов перед появлением взрослой особи взрослая особь постепенно становится видимой через прозрачную кутикулу куколки. Парусники Papilio palamedes (наряду с Papilio troilus) способны к терморегуляции грудных мышц лучше, чем другие виды Papilio, возможно, из-за их более тёмной окраски тела и крыльев. Это позволяет им быть активными, летать и питаться при более низких температурах, чем другие виды рода.

## Кормовые растения
Гусеницы питаются Persea palustris и персеей бурбонской. Хотя гусеницы Papilio palamedes способны нормально развиваться на персее бурбонской, растении кустарниковых местообитаний, о поедании этим растением не сообщалось – возможно, это результат предпочтения привычки или предпочтения самки откладывать яйца. Некоторые ошибочные записи о хозяевах гусениц Papilio palamedes на магнолии виргинской могут быть результатом путаницы с аналогичными гусеницами близкородственного Парусника главка, который обычно использует магнолию виргинскую в качестве хозяина.
Взрослые (преимущественно самцы) пьют влагу из грязи – вероятно, для получения натрия. Взрослые особи обоих полов пьют нектар из цветов. Сообщается, что Clethra alnifolia, Pontederia cordata и бодяки особенно привлекательны в качестве источников нектара. Papilio palamedes считаются основными опылителями Cirsium repandum и Platanthera ciliaris.

## Враги

### Хищники
Скрибер и соавторы (Scriber, 1998) сообщили о следующих пауках как хищниках взрослых особей Papilio palamedes: Argiope, Trichonephila clavipes и неопознанный вид паука-краба. Взрослые Papilio palamedes также съедобны для птиц. Вполне вероятно, что как гусеницы, так и взрослые особи поедаются различными хищниками позвоночных и насекомых.

### Паразиты
Было обнаружено два перепончатокрылых паразита на Papilio palamedes: Trogus pennator и Pteromalus vanessae.

## Способы защиты
Гусеницы раннего возраста не срезают и не складывают листья, чтобы сделать укрытие, как это делает Papilio troilus, но гусеницы старшего возраста могут плести шёлковые коврики на листьях, которые заставляют листья загибаться вверх, частично скрывая гусеницу. Жёлтая окраска «предкуколок» сливается с опавшей листвой и, вероятно, делает их менее заметными для хищников, когда они блуждают в поисках мест окукливания.
Гусеницы раннего возраста напоминают помёт птиц или ящериц. Гусеницы последнего возраста с раздутым тораксом и ложными глазами, вероятно, имитируют зелёную змею или квакшу. 

### Осметрий
Все гусеницы североамериканских парусников имеют обратимые (способные вворачиваться или выворачиваться наизнанку) роговидные органы позади головы, известные как осметрий. Осметрий гусениц Papilio palamedes ярко-жёлто-оранжевого цвета во всех личиночных возрастах. При угрозе гусеницы встают на дыбы, выдавливают осметрий и пытаются опрыскать потенциального хищника химическим репеллентом. Осметериальная секреция пятого возраста состоит в основном из изомасляной и 2-метилмасляной кислот. Осметриальные выделения более ранних возрастов, вероятно, состоят в основном из терпенов.

## Охранный статус
Организация по охране природы The Nature Conservancy рассматривает Papilio palamedes в статусе G4. В настоящее время на ареале парусника располагается характерный вид южных прибрежных равнинных низменностей, однако примерно с 2002 года возникла потенциально серьёзная, вплоть до катастрофической, угроза, а именно комбинация жуков и грибов, которая убивает основное пищевое растение и может оказаться смертельной для всех пищевых растений или всех лавровых, возможно, в широком диапазоне. Наилучшим сценарием, вероятно, является периодическое значительное сокращение с последующим восстановлением, если новые растения персеи бурбонской созревают, возможно, только в некоторых частях ареала (неизвестно, насколько далеко на север распространится эта угроза). Наихудшим сценарием было бы вымирание в ближайшие десятилетие или два.
Интродуцированный жук Xyleborus glabratus в настоящее время подозревается в переносе известного ранее неописанного гриба рода Ophiostoma. Комплекс уничтожает персею бурбонскую в некоторых частях прибрежных районов Южной Каролины, Джорджии и северо-восточной Флориды. Впервые жук был обнаружен в Соединенных Штатах в 2002 году недалеко от Порт-Уэнтворта, штат Джорджия. Некоторые прогнозы предполагают массовую гибель персеи бурбонской на большей части его ареала или на всем его протяжении. Если все виды персеи сильно сокращаются, Papilio palamedes может оказаться под угрозой исчезновения или ещё хуже, поскольку она регулярно не использует какой-либо другой род пищевых растений, несмотря на ошибочные более ранние сообщения. Иногда в качестве еды используется сассафрас, но он не поддерживает популяцию.